# Ceranova
Ceranova – miejscowość i gmina we Włoszech, w regionie Lombardia, w prowincji Pawia.
Według danych na rok 2004 gminę zamieszkiwało 1146 osób, 286,5 os./km².